# Siphonophora coatochira
Siphonophora coatochira är en mångfotingart som beskrevs av Carl Graf Attems 1838. Siphonophora coatochira ingår i släktet Siphonophora och familjen Siphonophoridae. Inga underarter finns listade i Catalogue of Life.